# بود-زبروشکی
بود-زبروشکی (به لهستانی:  Budy-Zbroszki) یک روستا در لهستان است که در گمینا ویننگتسا واقع شده‌است.